# Монтеруббьяно
Монтеруббьяно (итал. Monterubbiano) —  коммуна в Италии, располагается в регионе Марке, в провинции Фермо.
Население составляет 2417 человек (2008 г.), плотность населения составляет 76 чел./км². Занимает площадь 32 км². Почтовый индекс — 63026. Телефонный код — 0734.
Покровителем населённого пункта считается святой San Nicola da Tolentino.

## Демография
Динамика населения:

## Администрация коммуны
- Официальный сайт: https://web.archive.org/web/20090808165001/http://www.provincia.ap.it/Monterubbiano/